# Patrick Tam
Patrick Tam (n. 19 de marzo de 1969) es un actor y cantante hongkonés. 

## Carrera
La primera vez que incursionó en la industria del entretenimiento, fue después de ganar el Premio de "Nuevo Talento" en 1988 junto a la cantante, Sammi Cheng, quien fue segunda finalista.
Después de una temporada sin éxito en la industria musical, Patrick estaba a punto de renunciar su carrera en la industria del entretenimiento cuando fue abordado por un representante de la red TVB, par embarcarse así en un viaje hacia el mundo de la actuación.
Consiguió su primera oportunidad cuando recibió el premio como "Mejor Actor de Reparto" en los 18.ª entrega anual de los premios de "Cine de Hong Kong", en 1999 por su interpretación en la película "Beast Cops".
Su siguiente logro notable fue cuando ganó el premio como  "Mejor Actor" de Reparto en el "Festival de Cine de Taipéi Golden Horse", por su interpretación de su personaje en la película "Born Wild" en el 2001.

## Filmografía

### Películas
- Port of Call (2015)
- Just Another Margin (2014)
- As the Light Goes Out (2014)
- Fiery Thunderbolt Qin Ming (2013)
- The House (2013)
- Triad (2012)
- Death Zone (2012)
- A Land without Boundaries (2011)
- The Detective 2 (2011)
- I Love Hong Kong (2011)
- Just Another Pandora's Box (2010)
- Here Comes Fortune (2010)
- To Live and Die in Mongkok (2009)
- The Storm Warriors (2009)
- Lady Cop & Papa Crook (2009)
- Mr. Right (2008)
- Trivial Matters (2007)
- In Love with the Dead (2007)
- Naraka 19 (2007)
- Simply Actors (2007)
- Luxury Fantasy (2007)
- Eastern Legend (2007)
- Who's Next (2007)
- A Chinese Tall Story (2005)
- The Myth (2005)
- City of SARS (2003)
- The Story of Long (2003)
- My Troublesome Buddy (2003)
- The New Option (2002)
- The Wall (2002)
- Body Puzzle (2002)
- La Brassiere (2001) [cameo]
- The Legend of Zu (2001)
- Born Wild (2001)
- Comeuppance (2000)
- Crying Heart (2000)
- Violent Cop (2000)
- Killers from Beijing (2000)
- Homicidal Maniac (2000)
- The Duel (2000)
- The Legend of Speed (1999)
- Purple Storm (1999)
- My Loving Trouble 7 (1999)
- Century of the Dragon (1999)
- Love in the River (1998)
- Operation Billionaires (1998)
- Beast Cops (1998)
- Point of No Return (1990)

### TV series
| Año  | Título                                  | Personaje      |
| ---- | --------------------------------------- | -------------- |
| 2000 | The Duke of Mount Deer (2000 TV series) | Kangxi Emperor |
| 2004 | Split Second                            | Yeung Kai Tung |
| 2004 | Angels of Mission                       | Lee Kin Keung  |
| 2006 | Relentless Justice                      | Chin Tsz Kong  |
| 2010 | The Holy Pearl                          | Rong Di Huang  |
| 2011 | The Emperor's Harem                     | Wang Zhi       |
| 2012 | Liu Hai Plays with Gold Toad            |                |
| 2013 | Earth God and Earth Grandmother         |                |
| 2013 | A Happy Life                            |                |